# 御兄
御兄，是來自日本的漢字詞語，本義是對哥哥的敬稱。是御姐的男性對應人物。

## 定義
在ACG中，「御兄型角色」指的是在外型、個性和氣質上較為成熟的年輕男性，或是具備下列特質、身高偏高（通常在180cm以上）的青年男性（通常18－35歲，特例上也可以放寬至35歲以上）。
他們給人一種大哥哥的形象，一般上看起來比較高冷、有氣質，給人一種可靠的感覺。
不考慮性取向，御兄一般上是指“攻”的那方，男友力十足。
“御兄”相交於“御姐”來說，詞彙使用次數更少，幾乎沒衍生出“御兄控”這個術語，但是他們在ACG中受到一定程度的歡迎。

## 特徵
1. 臉型比較尖。
2. 身材勻稱，顴骨處較高，上半身呈倒三角。
3. 眼睛較扁長，和眉毛的距離較近。
4. 有高挑挺拔的鼻樑。
5. 骨架大，胸線平滑，腹部有條顯眼的人魚線。
6. 手比較大，手指修長且稜角細節多。

此外，也有許多因人而異的特徵，如個性狼狽、沒有自信、機械化、具有神秘感等等。

### 與兄貴的差別
兄貴是指全身充滿肌肉的成熟男子，一般上更熱情些。而御兄就像偶像劇那樣的“鮮肉”，但外表更高冷些。